# Sophie Hardy
Sophie Hardy (París, Francia, 4 de octubre de 1938) es una actriz francesa.

## Filmografía
- 1962: Un clair de lune à Maubeuge de Jean Chérasse.
- 1962: La loi des hommes de Charles Gérard.
- 1963: Des frissons partout de Raoul André.
- 1963: Hardi Pardaillan! de Bernard Borderie.
- 1964: L'étrange auto-stoppeuse de Jean Darcy.
- 1964: La baie du désir de Max Pécas.
- 1965: Cartas boca arriba de Jesús Franco.
- 1965: La senda de la traición, de Harald Reinl.
- 1971: Cartes sur table de Georges Lautner.
- 2000: Le Margouillat de Jean-Michel Gibard.
- 2004: Casablanca driver de Maurice Barthélemy.[3]

## Televisión
- 1964 : Les Cinq Dernières Minutes: Fenêtre sur jardin de Claude Loursais.
- 1992 : Le Miel et les Abeilles  (Miniserie): Samantha Blues.
- 1994 : Jules, telefilme de Christian Palligiano.
- 2012 : Plus belle la vie: Mrs. Rosa Smith.